# Tillé
Tillé és un municipi francès, situat al departament de l'Oise i a la regió dels Alts de França. L'any 2007 tenia 1.057 habitants.

## Demografia

### Població
El 2007 la població de fet de Tillé era de 1.057 persones. Hi havia 434 famílies de les quals 97 eren unipersonals (54 homes vivint sols i 43 dones vivint soles), 155 parelles sense fills, 132 parelles amb fills i 50 famílies monoparentals amb fills.
La població ha evolucionat segons el següent gràfic:
Habitants censats

### Habitatges
El 2007 hi havia 466 habitatges, 450 eren l'habitatge principal de la família, 3 eren segones residències i 13 estaven desocupats. 422 eren cases i 45 eren apartaments. Dels 450 habitatges principals, 314 estaven ocupats pels seus propietaris, 122 estaven llogats i ocupats pels llogaters i 15 estaven cedits a títol gratuït; 26 tenien dues cambres, 67 en tenien tres, 128 en tenien quatre i 229 en tenien cinc o més. 357 habitatges disposaven pel capbaix d'una plaça de pàrquing. A 197 habitatges hi havia un automòbil i a 221 n'hi havia dos o més.

### Piràmide de població
La piràmide de població per edats i sexe el 2009 era:
| Homes | Edats   | Dones |
| ----- | ------- | ----- |
| 0     | 95 o +  | 0     |
| 0     | 90 a 94 | 0     |
| 4     | 85 a 89 | 16    |
| 4     | 80 a 84 | 0     |
| 8     | 75 a 79 | 16    |
| 24    | 70 a 74 | 20    |
| 20    | 65 a 69 | 24    |
| 32    | 60 a 64 | 40    |
| 32    | 55 a 59 | 36    |
| 40    | 50 a 54 | 56    |
| 48    | 45 a 49 | 32    |
| 32    | 40 a 44 | 44    |
| 44    | 35 a 39 | 24    |
| 44    | 30 a 34 | 48    |
| 68    | 25 a 29 | 44    |
| 32    | 20 a 24 | 16    |
| 32    | 15 a 19 | 40    |
| 40    | 10 a 14 | 36    |
| 28    | 5 a 9   | 20    |
| 36    | 0 a 4   | 36    |

## Economia
El 2007 la població en edat de treballar era de 716 persones, 532 eren actives i 184 eren inactives. De les 532 persones actives 496 estaven ocupades (260 homes i 236 dones) i 35 estaven aturades (18 homes i 17 dones). De les 184 persones inactives 106 estaven jubilades, 49 estaven estudiant i 29 estaven classificades com a «altres inactius».

### Ingressos
El 2009 a Tillé hi havia 453 unitats fiscals que integraven 1.073 persones, la mediana anual d'ingressos fiscals per persona era de 20.509 €.

### Activitats econòmiques
Dels 96 establiments que hi havia el 2007, 1 era d'una empresa alimentària, 5 d'empreses de fabricació d'altres productes industrials, 13 d'empreses de construcció, 22 d'empreses de comerç i reparació d'automòbils, 5 d'empreses de transport, 7 d'empreses d'hostatgeria i restauració, 6 d'empreses d'informació i comunicació, 1 d'una empresa financera, 5 d'empreses immobiliàries, 21 d'empreses de serveis, 6 d'entitats de l'administració pública i 4 d'empreses classificades com a «altres activitats de serveis».
Dels 31 establiments de servei als particulars que hi havia el 2009, 1 era una oficina bancària, 1 taller d'inspecció tècnica de vehicles, 9 establiments de lloguer de cotxes, 3 autoescoles, 2 paletes, 1 guixaire pintor, 3 fusteries, 3 lampisteries, 1 electricista, 2 empreses de construcció, 1 perruqueria, 3 restaurants i 1 saló de bellesa.
Dels 6 establiments comercials que hi havia el 2009, 1 era una botiga de menys de 120 m², 1 una fleca, 2 llibreries, 1 una botiga d'equipament de la llar i 1 una joieria.
L'any 2000 a Tillé hi havia 7 explotacions agrícoles que ocupaven un total de 1.176 hectàrees.

## Equipaments sanitaris i escolars
El 2009 hi havia 1 farmàcia i 1 ambulància.
El 2009 hi havia una escola elemental.

## Poblacions més properes
El següent diagrama mostra les poblacions més properes.